# Deque (construção)
Na arquitetura, deque é uma superfície lisa capaz de suportar peso, similar ao pavimento, mas tipicamente construída ao ar livre, frequentemente elevada em relação ao chão e normalmente conectada a um prédio ou a uma piscina.